# Orgelet
Orgelet är en kommun i departementet Jura i regionen Bourgogne-Franche-Comté i östra Frankrike. Kommunen ligger i kantonen Orgelet som tillhör arrondissementet Lons-le-Saunier. År 2022 hade Orgelet 1 571 invånare.

## Befolkningsutveckling
Antalet invånare i kommunen Orgelet
Referens:INSEE